# Biên thành La Mã
Biên thành La Mã là một hệ thống phân chia ranh giới, bảo vệ biên giới của Đế quốc La Mã nhưng nó không được sử dụng cho các thành lũy hoàng gia hoặc thành trì. Nó cũng đánh dấu Biên giới của Đế quốc La Mã được phân định có thể là một con đường, dòng suối, con kênh hoặc cột mốc bất kỳ.
Biên thành La Mã  được xây dựng vào thế kỷ thứ 2 với chiều dài lên đến 5.000 km từ bờ biển Đại Tây Dương ở miền Bắc Vương quốc Anh qua châu Âu, tới tận biển Đen (Hắc Hải), phản ánh sự hưng thịnh cho đến khi suy tàn của La Mã trong hơn 1.000 năm. Phần còn lại của công trình vĩ đại này là những gì còn sót lại của các bức tường, mương nước, pháo đài, tháp canh, các khu dân cư.
Phần đường biên giới ở Đức với chiều dài 550 km từ phía Tây Bắc đến tận sông Danube ở phía Đông Nam. Phần ở Anh dài 118 km là tường thành Hadrian được xây dựng vào năm 122 dưới thời hoàng đế Hadrian và phần còn lại của bức tường Antonine  ở Scotland được xây dựng dưới thời hoàng đế Antonius Pius năm 142 tại phía Bắc vùng lãnh thổ của La Mã trên đảo Anh (Britannia). Đây là ví dụ nổi bật về khu vực quân sự, công sự phòng thủ, chiến lược địa chính của đế quốc La Mã thời cổ đại.

## Một số biên thành
Biên thành La Mã đại diện lớn nhất cho Đế quốc La Mã vào thế kỷ 2 sau Công nguyên. Khi đó, nó trải dài hơn 5.000 km từ bờ biển Đại Tây Dương của miền bắc nước Anh, qua châu Âu đến Biển Đen, và từ đó đến biển Đỏ và trên khắp Bắc Phi đến bờ biển Đại Tây Dương. Phần còn lại của biên thành ngày nay bao gồm các dấu tích của các bức tường, mương, pháo đài, thành lũy, và các khu định cư dân sự. Một số yếu tố đã được khai quật, một số được xây dựng lại và một số bị phá hủy. Hai phần của biên thành ở Đức có chiều dài 550 km từ phía tây bắc của Đức đến sông Danube ở phía đông nam. Bức tường Hadrian dài 118 km được xây dựng theo lệnh của Hoàng đế Hadrian năm 122 TCN ở giới hạn cực bắc của tỉnh Britannia của La Mã. Đây là một ví dụ nổi bật về việc tổ chức một khu quân sự và minh họa các kỹ thuật phòng thủ và chiến lược chính trị của La Mã cổ đại. Bức tường Antonine, một pháo đài dài 60 km ở Scotland được Hoàng đế Antoninus Pius bắt đầu cho xây dựng vào năm 142 như là một tuyến phòng thủ quốc phòng chống lại "người Barbarian" ở phía bắc. Nó tạo thành phần tây bắc của toàn bộ biên thành La Mã.
Các ví dụ đáng chú ý nhất của Biên thành La Mã bao gồm:
- Bức tường Hadrian - Biên thành Britannicus (Di sản thế giới của UNESCO)
- Bức tường Antonine ở Scotland (Di sản thế giới của UNESCO)
- Saxon Shore - Biên thành phía đông nam nước Anh
- Biên thành Germanicus Thượng Đức và Rhaetian (Di sản thế giới của UNESCO)
- Biên thành Arabicus nằm tại Arabia Petraea
- Biên thành Tripolitanus hướng ra sa mạc Sahara
- Biên thành Alutanus, biên giới phía đông của tỉnh Dacia La Mã
- Biên thành Transalutanus, biên giới ở hạ lưu sông Danube thuộc Dacia, Rumani ngày nay
- Biên thành Moesiae, biên giới của tỉnh La Mã Moesia, từ Singidunum Serbia dọc theo sông Danube đến Moldavia.
- Biên thành Norici, biên giới của tỉnh La Mã Noricum, từ sông Inn dọc sông Danube đến Cannabiaca (Zeiselmauer-Wolfpassing) ở Áo.
- Biên thành Pannonian biên giới của tỉnh La Mã Pannonia, dọc theo sông Danube từ Klosterneuburg Áo đến Taurunum ở Serbia.
- Fossatum Africae, biên giới phía nam của Đế quốc La Mã, mở rộng về phía nam của tỉnh La Mã châu Phi ở Bắc Phi.

### Đường biên giới tại Đức
Tại Đức, bức tường thành đầu tiên được xây dựng vào năm 83 TCN, kéo dài từ sông Rhein tới dãy núi Taunus cùng với đó là nhiều pháo đài mới được xây dựng. Tiếp sau đó, dưới thời hoàng đế Claudius, hoàng đế Domitian, hoàng đế Traianus, tường thành được mở rộng qua các con sông về phía Bắc và một số pháo đài đã được xây dựng như pháo đài Trajan.
Trong thế kỷ thứ 2, dưới thời hoàng đế Hadrian, vật liệu đá được sử dụng để thay thế cho các hàng rào, tháp canh bằng gỗ.

### Biên thành tại Anh
Thế kỷ 2 TCN, La Mã mở rộng xâm lược vượt ra khỏi vùng núi Alps, hướng tới xứ Gaul, Germania, vượt qua eo biển Manche tới lãnh thổ nước Anh. Người tiên phong đó là hoàng đế Julius Caesar nhưng chưa thể thành công, phải đến thời hoàng đế Claudius, Anh mới bị chinh phục. Mặc dù vậy, La Mã đã bị sự chống trả quyết liệt bởi Agricola ở phía Bắc Scotland. Hadrian ra lệnh tấn công nhiều lần nhưng không thành công, vì vậy đường ranh giới Stanegate, tuyến phòng thủ lớn nhất được xây dựng bằng đá từ Tyne-Solway, sau đó là các tuyến phòng thủ Antonine, hoàn chỉnh hơn dưới thời Septimius Severus nhằm ngăn chặn sự xâm lược của các bộ tộc phía Bắc xâm lược vào lãnh thổ La Mã ở Anh.
Sau khi đế chế La Mã suy tàn, các bức tường nhanh chóng bị những hư hại bởi tự nhiên, bắt đầu từ các đoạn tường thành là các hàng rào gỗ. Sau đó, thời trung cổ, đá ở các tường thành bị lấy để xây dựng lâu đài, nhà ở, nông trại cùng với đó là hoạt động khai thác than trong khu vực, các khu dân cư mở rộng khiến nó bị hư hại nghiêm trọng.
Di sản tường thành thời La Mã bao gồm 193 cụm nằm tại hai quốc gia Đức và Vương quốc Anh được UNESCO công nhận là di sản thế giới vào năm 1987.

## Hình ảnh

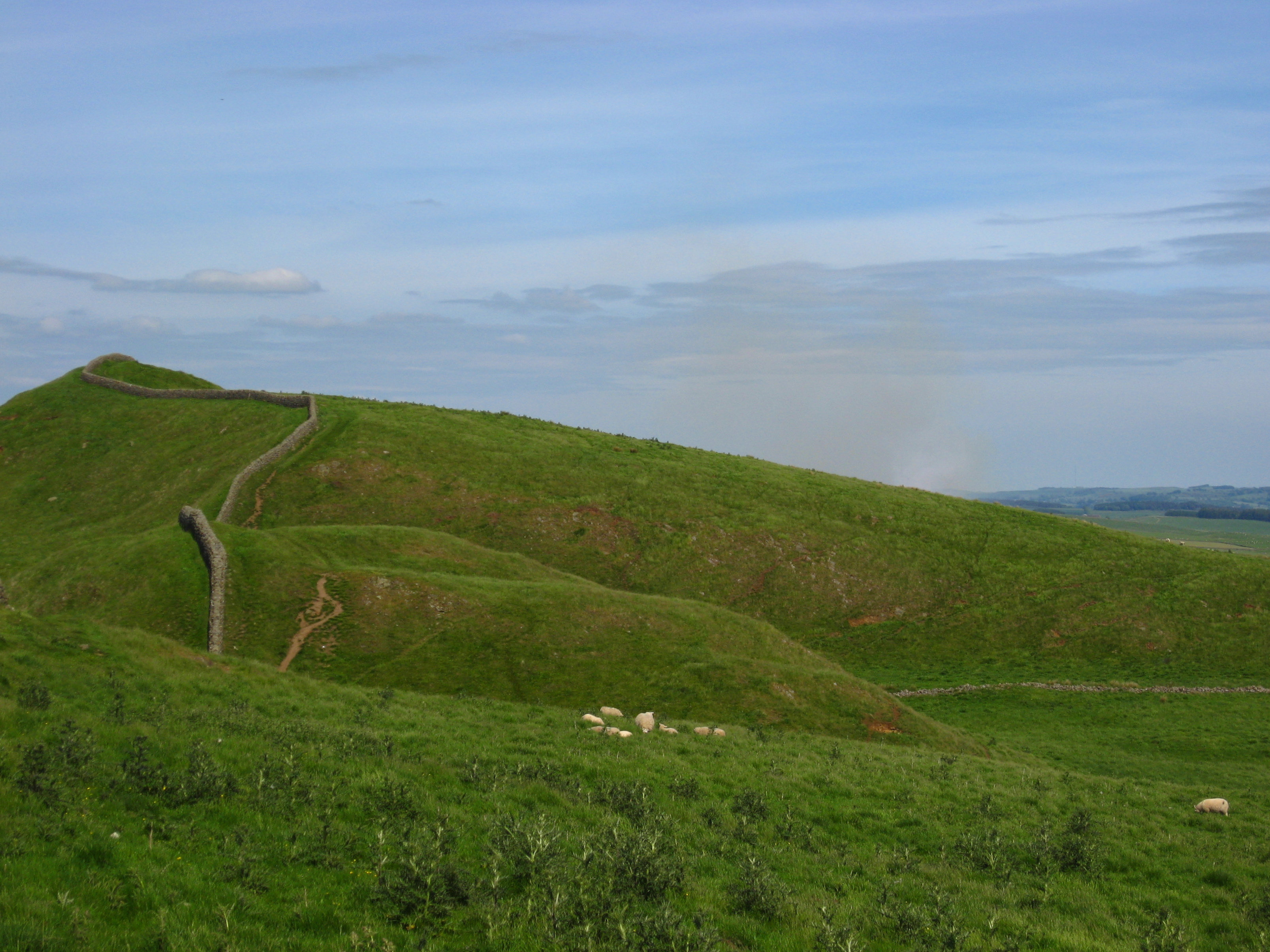
Bức tường Hadrian, một phần của đường biên giới
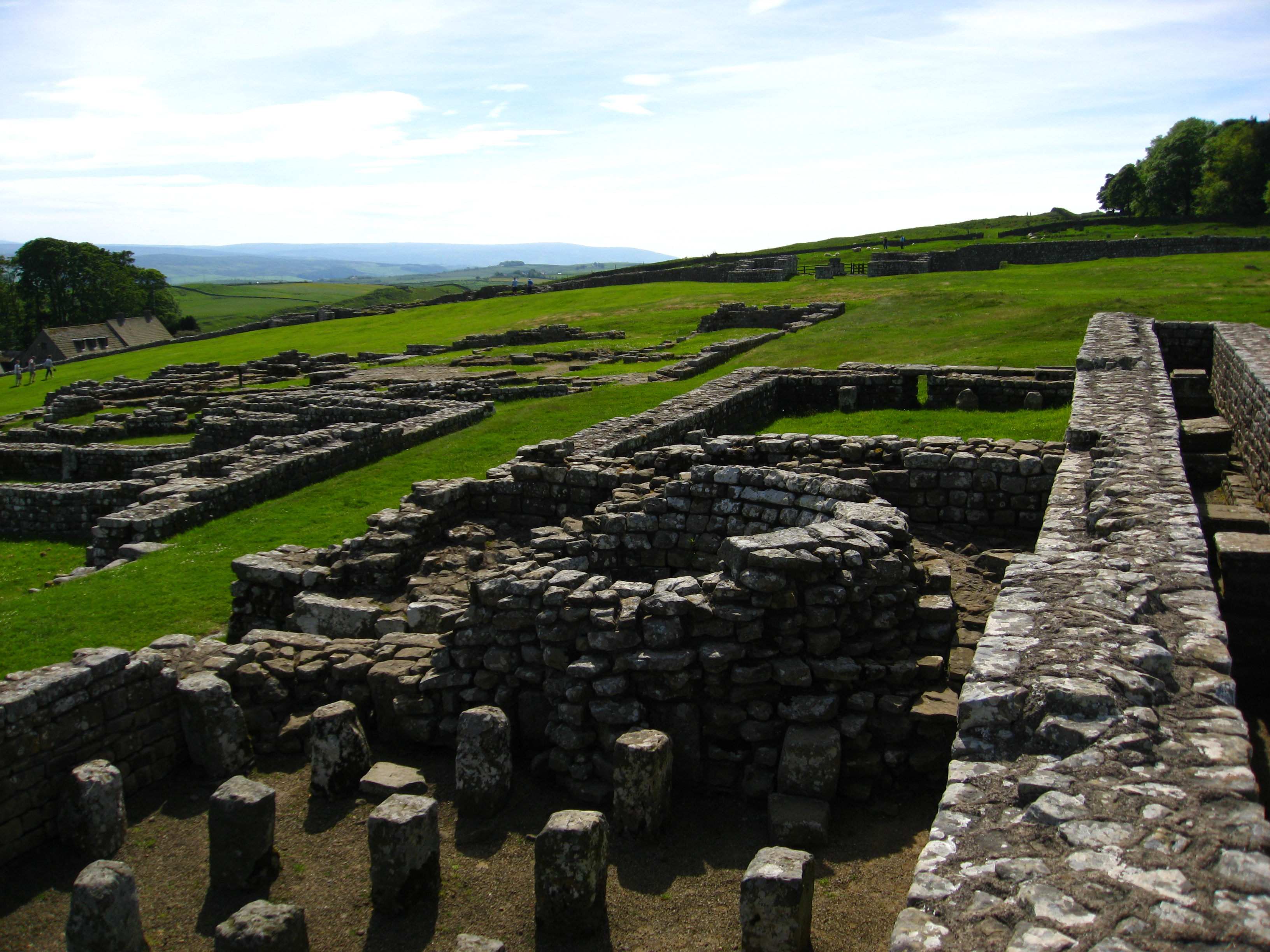
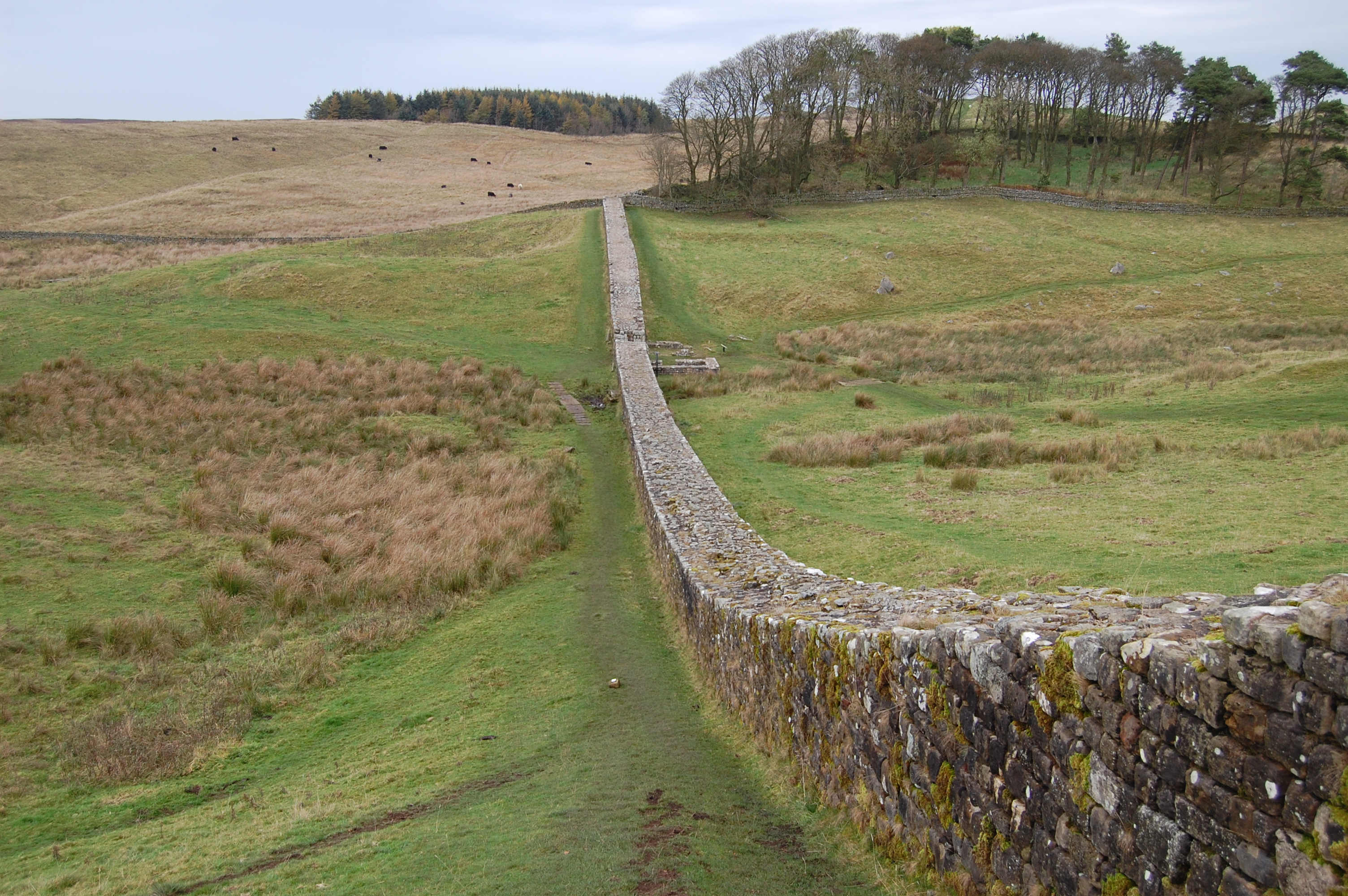
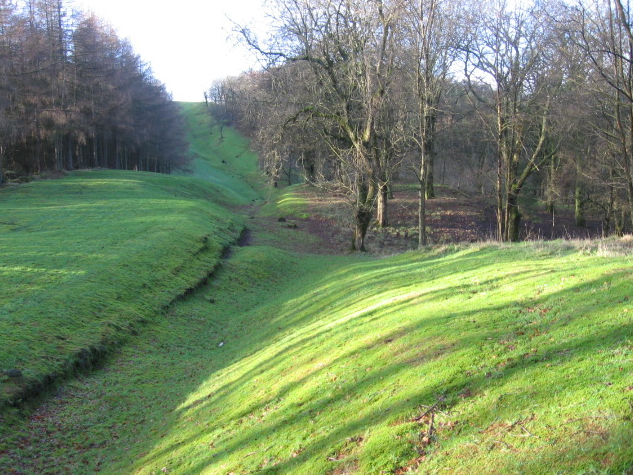
Nền móng bức tường Antonine ở Bar Hill
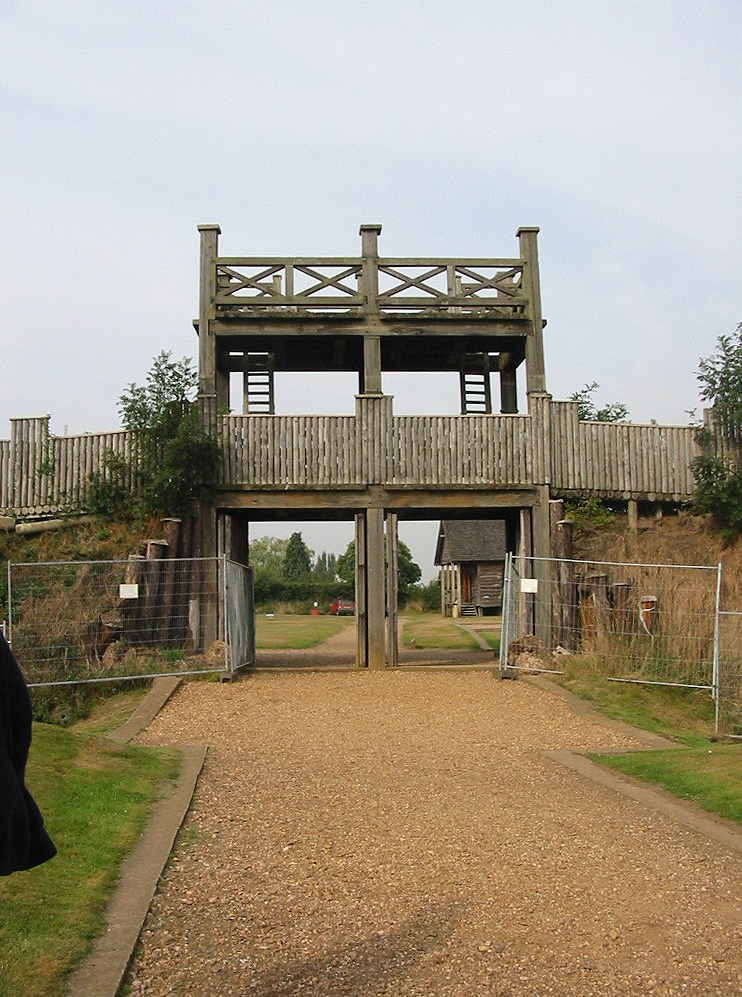
Pháo đài Lunt Roman
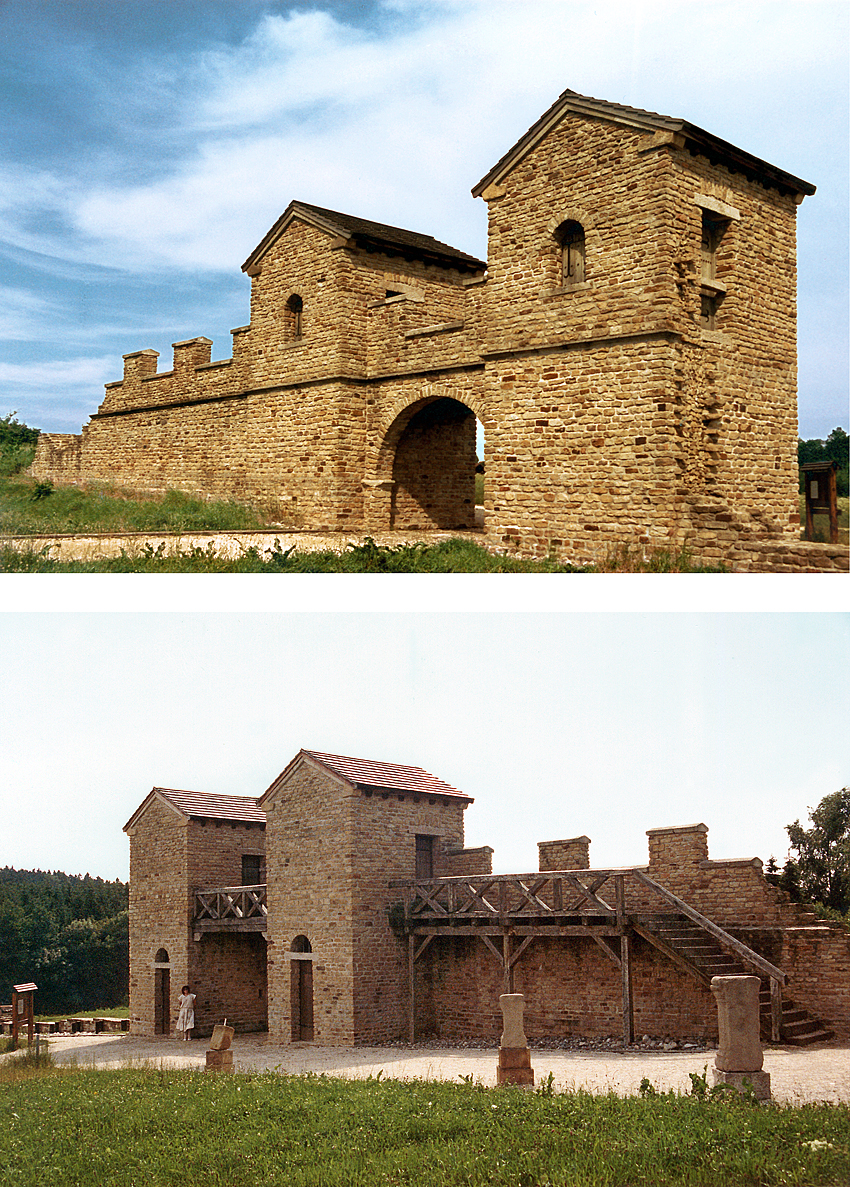
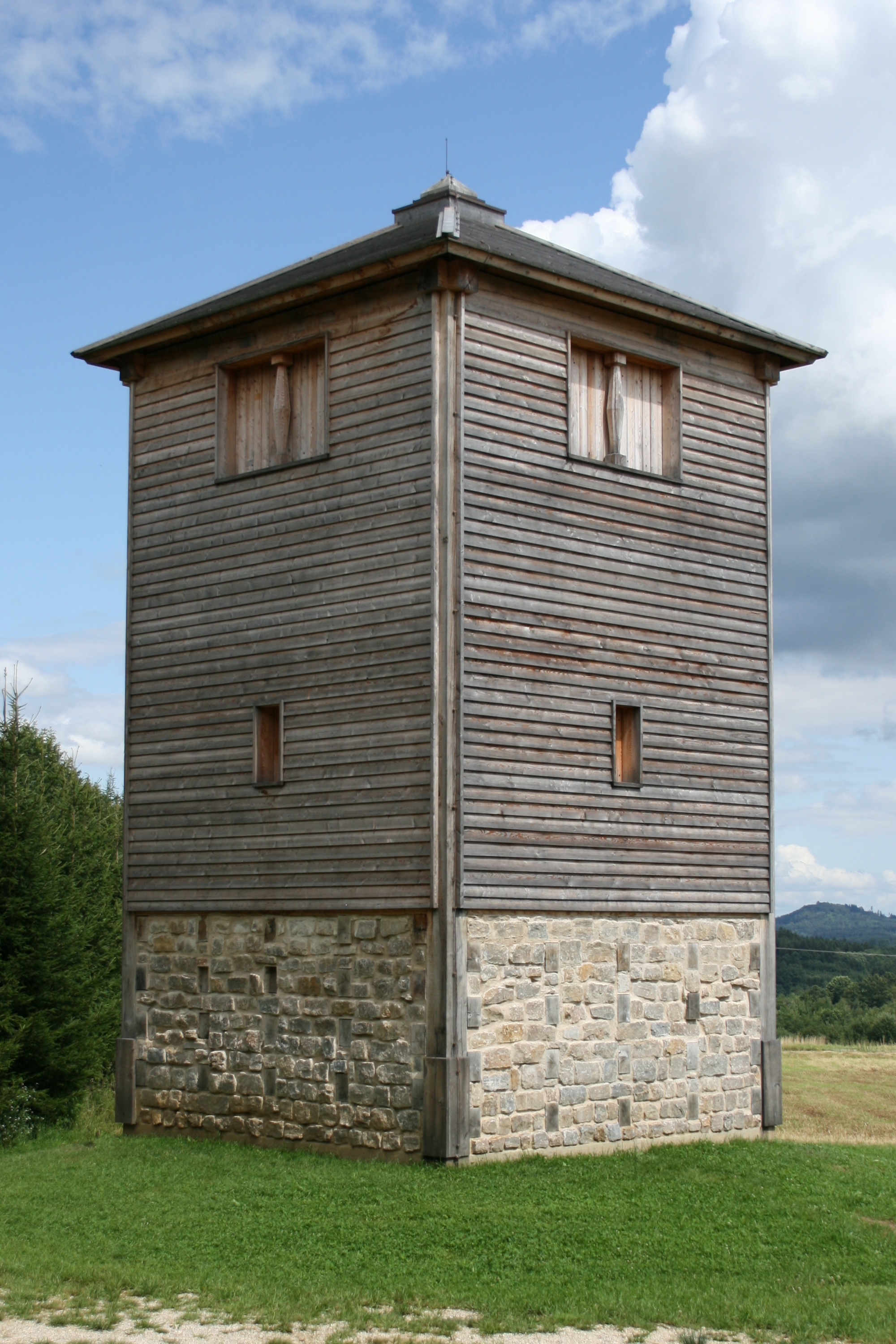